# Гуардадо, Андрес
Хосе́ Андре́с Гуарда́до Эрна́ндес (исп. José Andrés Guardado Hernández, испанское произношение: [anˈdɾes ɣwaɾˈðaðo]; род. 28 сентября 1986[…], Гвадалахара) — бывший мексиканский футболист, полузащитник. Бывший капитан сборной Мексики. Рекордсмен сборной по количеству сыгранных матчей. Входит в топ-10 лидеров по матчам за национальные сборные в истории мирового футбола.

## Карьера

### Клуб
Андрес начал профессиональную карьеру в клубе «Атлас», дебютировал в его составе в августе 2005 года в возрасте 18 лет, в победном матче против «Пачуки». В течение двух сезонов он стал игроком основного состава, сыграв 64 игры и забив в них 6 голов.

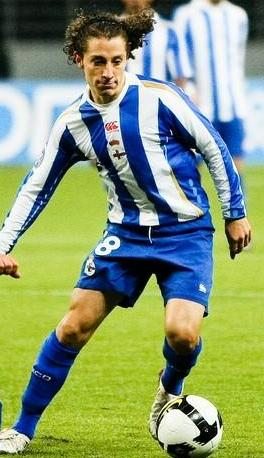
Гуардадо в составе «Депортиво» в 2008 году

Летом 2006 года к Гуардадо проявили интерес сильные европейские клубы, но «Атлас» не соглашался отпускать игрока менее чем за 5 млн евро. Среди множества предложений, только испанский «Депортиво» смог удовлетворить руководство клуба, предложив за 75 % прав на игрока 5,25 млн евро, и соглашение было подписано 7 июля 2007 года. После этого Андрес заявил, что рад переехать играть в Испанию, поскольку не нужно учить никаких новых языков и привыкать к новой культуре. Официальное представление состоялось 24 июля. Тренер «Депортиво» Мигель Анхель Лотина заявил, что Гуардадо станет ключевым игроком команды, и что он всегда восхищался его талантом.
По ходу всего сезона Андрес регулярно выходил в основном составе и выполнял важную роль на поле, но травма заставила его пропустить два последних месяца в сезоне. В строй он вернулся лишь к матчам Кубка Интертото.
29 мая 2012 года Гуардадо на правах свободного агента перешёл в «Валенсию», подписав контракт на 4 года. В конце августа 2014 года Андрес перешёл на правах аренды в клуб ПСВ из Эйндховена.
7 июля 2017 года игрок перешёл в «Реал Бетис» из ПСВ. Соглашение с 30-летним хавбеком рассчитано на три сезона — до 2020 года.

### Сборная
Свой первый матч за сборную Андрес провёл 14 декабря 2005 года в матче против Болгарии. Благодаря хорошей форме, тренер сборной Рикардо Лавольпе взял его в Германию на чемпионат мира. После турнира Лавольпе был уволен; его преемник Уго Санчес сохранил место Гуардадо в сборной.
28 февраля 2007 года в товарищеском матче против Венесуэлы Андрес забил свой первый гол за сборную.
5 марта 2014 года сыграл свой 100-й матч за сборную. 23 июня 2014 года забил один из мячей в ворота сборной Хорватии на чемпионате мира в Бразилии (3:1).
25 ноября 2017 года забил свой 25-й мяч за сборную в товарищеском матче с Бельгией в Брюсселе (3:3).
Летом 2019 года был вызван в сборную для участия в Золотом кубке КОНКАКАФ. Во втором матче в групповом раунде против сборной Канады забил два гола на 54-й и 77-й минутах и вместе с командой добился победы со счётом 3:1.
В 2022 году побил рекорд Клаудио Суареса по матчам за сборную Мексики (177).
В ноябре 2022 года был включён в составе сборной Мексики на чемпионат мира в Катаре, который стал пятым в карьере Гуардадо. 26 ноября Гуардадо сыграл в матче против Аргентины и стал шестым футболистом в истории, выходившим на поле на пяти чемпионатах мира.

## Достижения
ПСВ
- Чемпион Нидерландов (2): 2014/15, 2015/16
- Обладатель Суперкубка Нидерландов (2): 2015, 2016

«Реал Бетис»
- Обладатель Кубка Испании: 2021/22